# 그리스도인의 양심선언
그리스도인의 양심선언(영어: The Scandal of the Evangelical Conscience)은 개신교 신학자 로널드 사이더의 책이다. 대부분의 복음주의 기독교인들의 사회윤리가 비신자와 다를 것이 없으며, 신약성서의 가르침에 어긋난다는 문제의식에서 쓴 책으로 알려져 있다. 2005년 IVP(한국기독학생회출판부)에서 역간하였다.